# Journey to the Mysterious Island
Journey to the Mysterious Island är en amerikansk äventyrsfilm från 2012, regisserad av Brad Peyton  och är baserad på Jules Vernes roman Den hemlighetsfulla ön. Filmen är uppföljaren till Resan till Jordens medelpunkt från 2008. 
Filmen hade biopremiär den 10 februari 2012 i USA och den 29 februari i Sverige. 

## Handling
Den unge Sean Anderson tar emot en signal från en mystisk ö som inte finns utmärkt på kartan. Det är en plats med märkliga livsformer, dödliga vulkaner och mer än en enastående hemlighet. Oförmögen att hindra honom från att åka så följer Seans styvfar Hank med på resan. Tillsammans med en helikopterpilot och hans dotter ger de sig iväg för att finna ön.

## Rollista
- Josh Hutcherson - Sean Anderson
- Dwayne Johnson - Hank Parsons, Seans styvfar
- Vanessa Hudgens - Kailani, Seans kärleksintresse och vägvisare
- Michael Caine - Alexander Anderson, Seans farfar
- Luis Guzmán - Gabato, Kailanis pappa
- Kristin Davis - Elizabeth "Liz" Anderson, Seans mamma